# Beolit 39

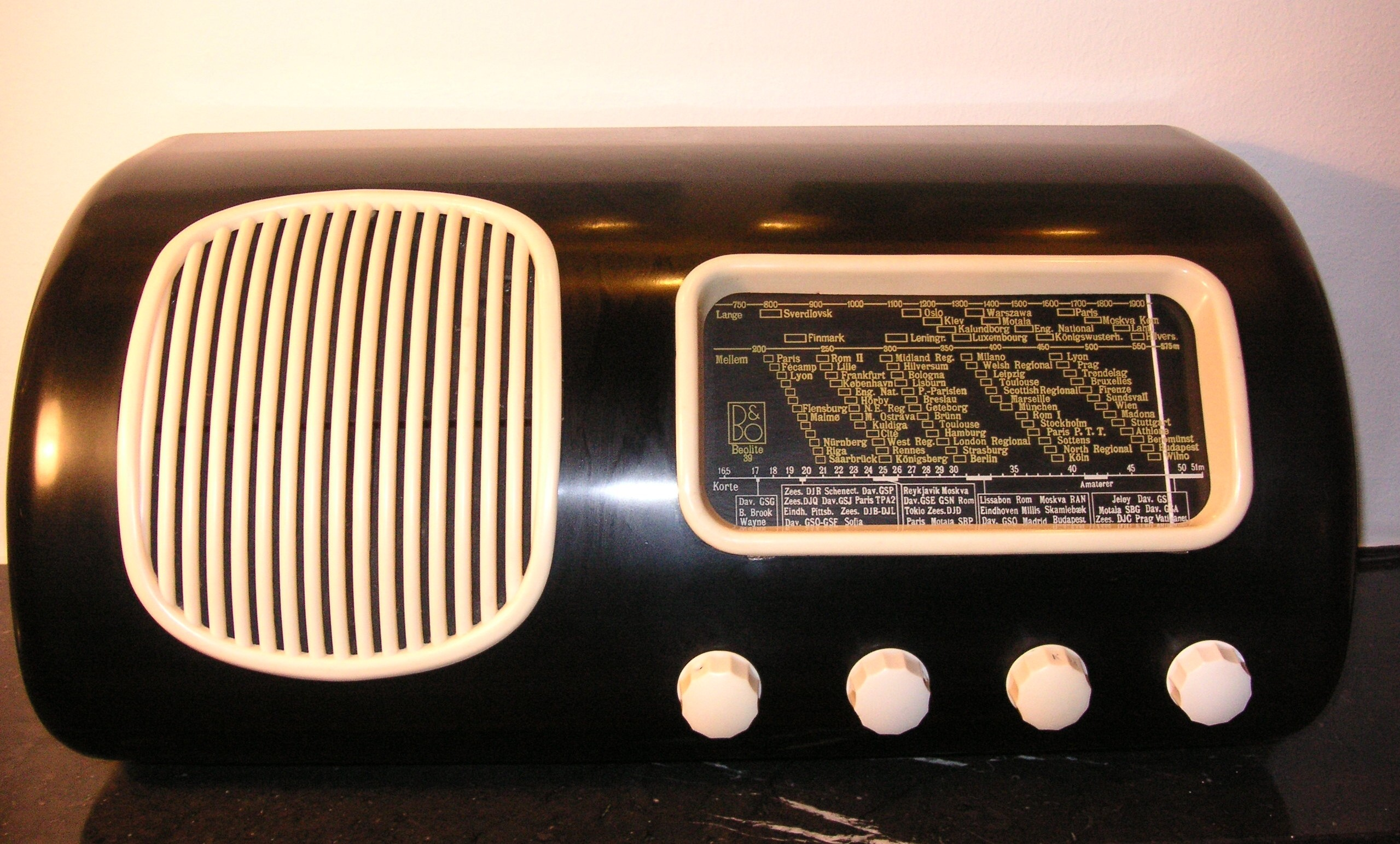
Beolit 39

Beolit 39 (även Beolite 39) är en radioapparat av fabrikat Bang & Olufsen som kom på marknaden i Danmark 1938. Beolit 39 var Bang & Olufsens första produkt med förleden Beo. Apparatens hölje var framställt av det då i formgivningsammanhang nya plastmaterialet bakelit. Beolit 39 producerades åren 1938-1940. Modellen är numera en designikon.
Namnet Beolit anknöt till plastmaterialet bakelit, som Peter Bang hade kommit i kontakt med under sin vistelse i New York 1924, där The Bakelite Company hade sitt huvudkontor. Det skulle dock dröja 14 år innan Peter Bang kunde presentera Bang & Olufsens första bakelit-radio. Det var även Peter Bang som formgav Beolit 39. Höljet, inklusive det demonterbara bakstycket, består av mörkbrun bakelit och som kontrast satte han ramen till skalan, avstämningsknapparna och högtalargrillen i benvit plast. Inspirationen till högtalargrillens gestaltning lär Bang ha fått från kylargrillen på sin Buick.
Radion kom på marknaden strax före jul 1938 och i B&O:s reklam talade man om den nya "Strømlinje-Super-Beolit 39" med tre frekvensområden, perdynamisk konserthögtalare, planskala och ljudkontroll. Priset var, inklusive fyra radiorör, 275 danska kronor.

## Bilder

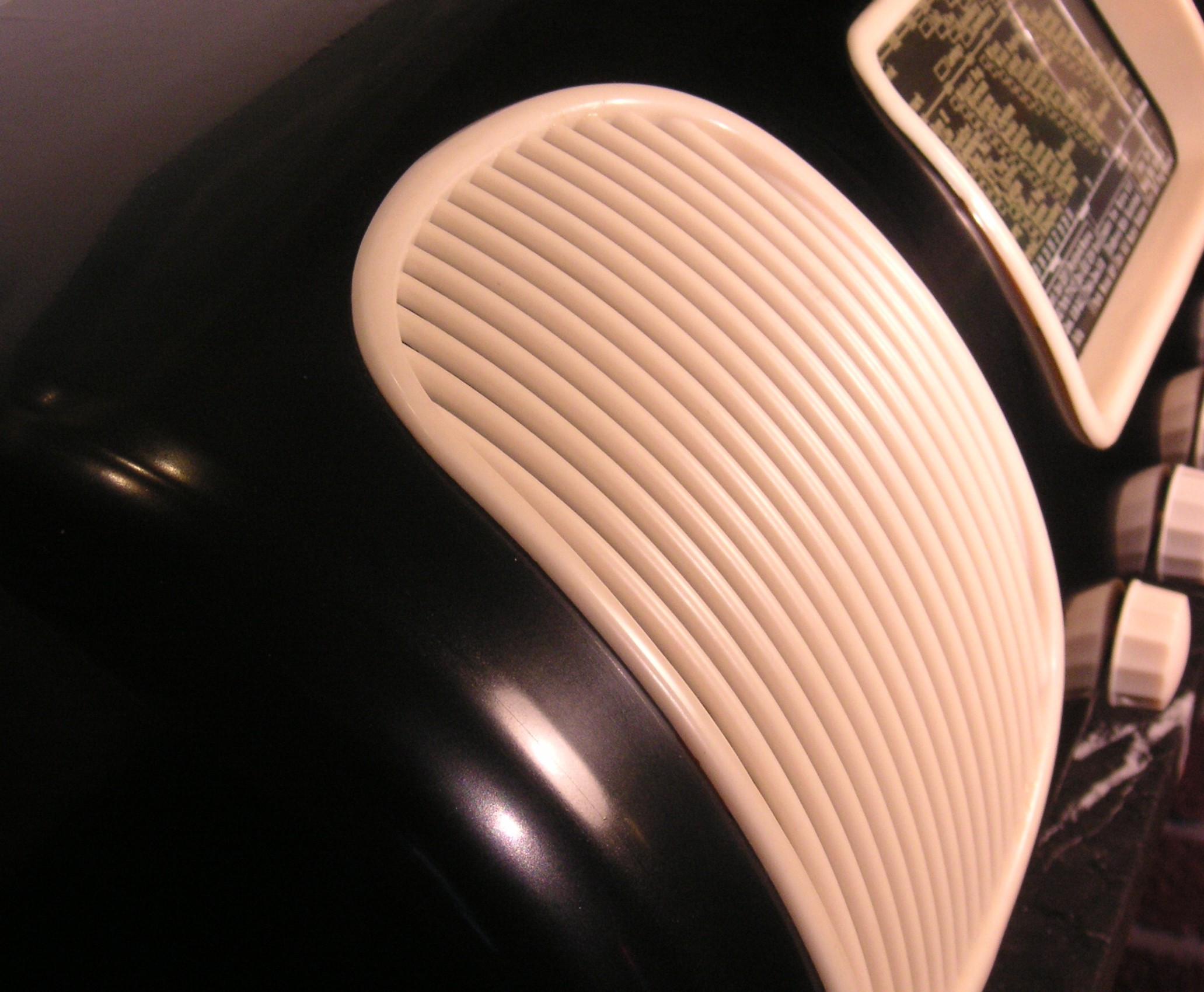
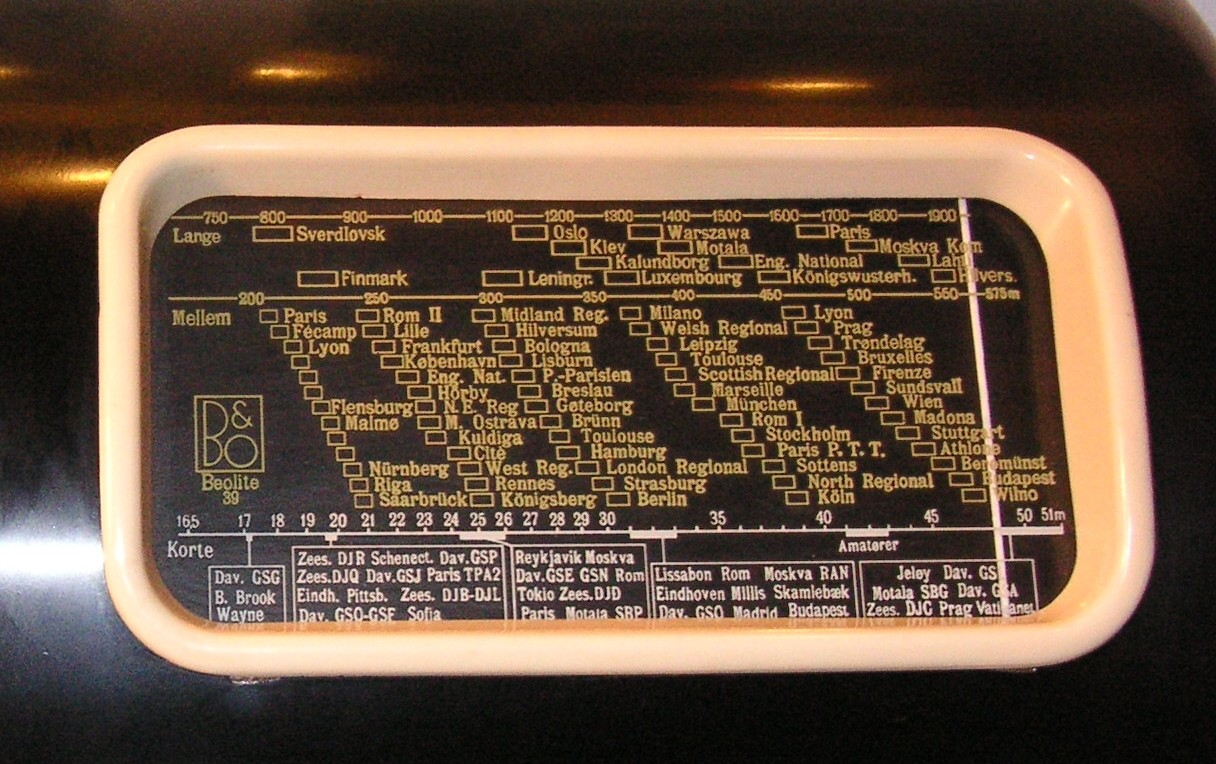
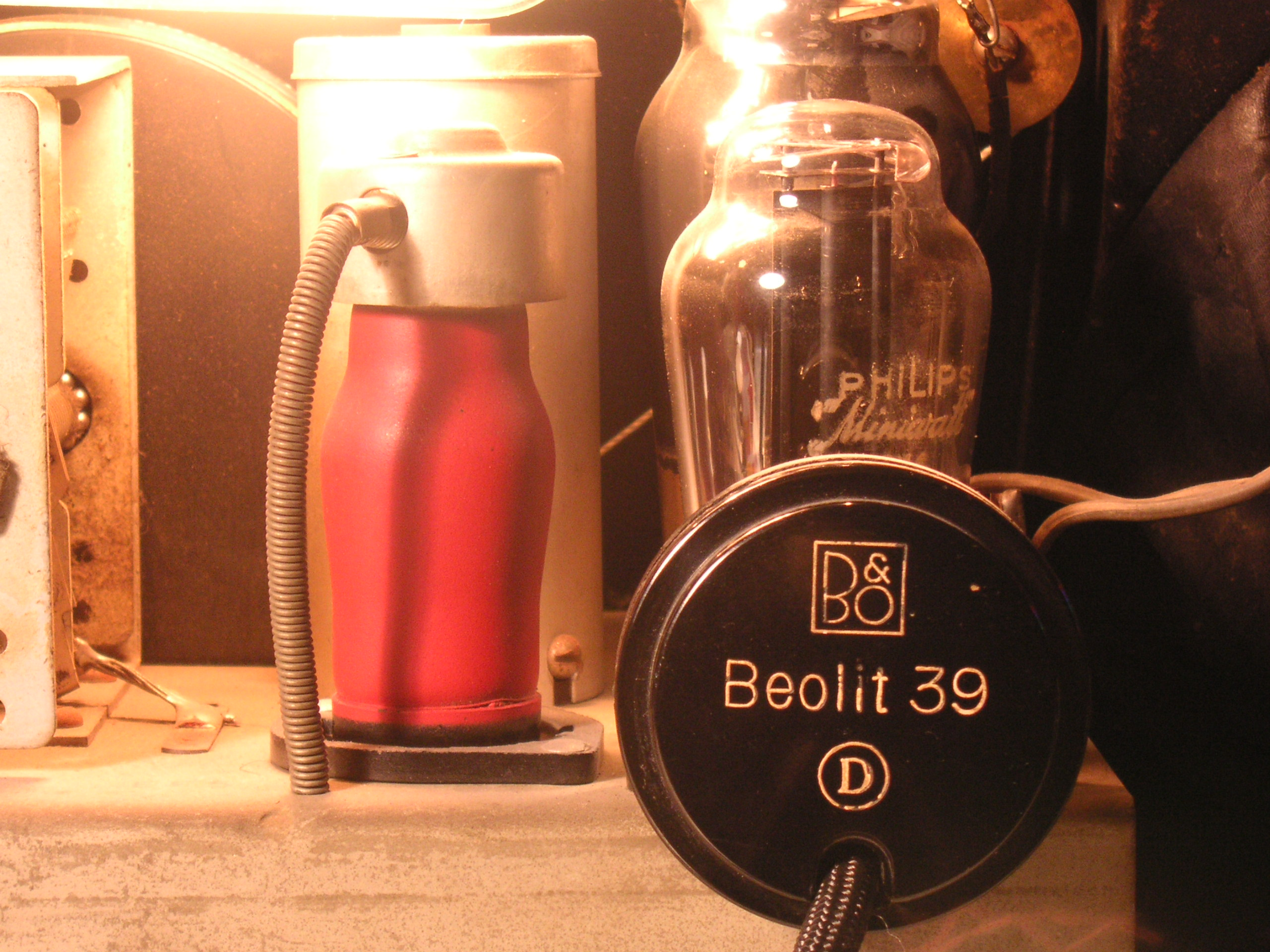
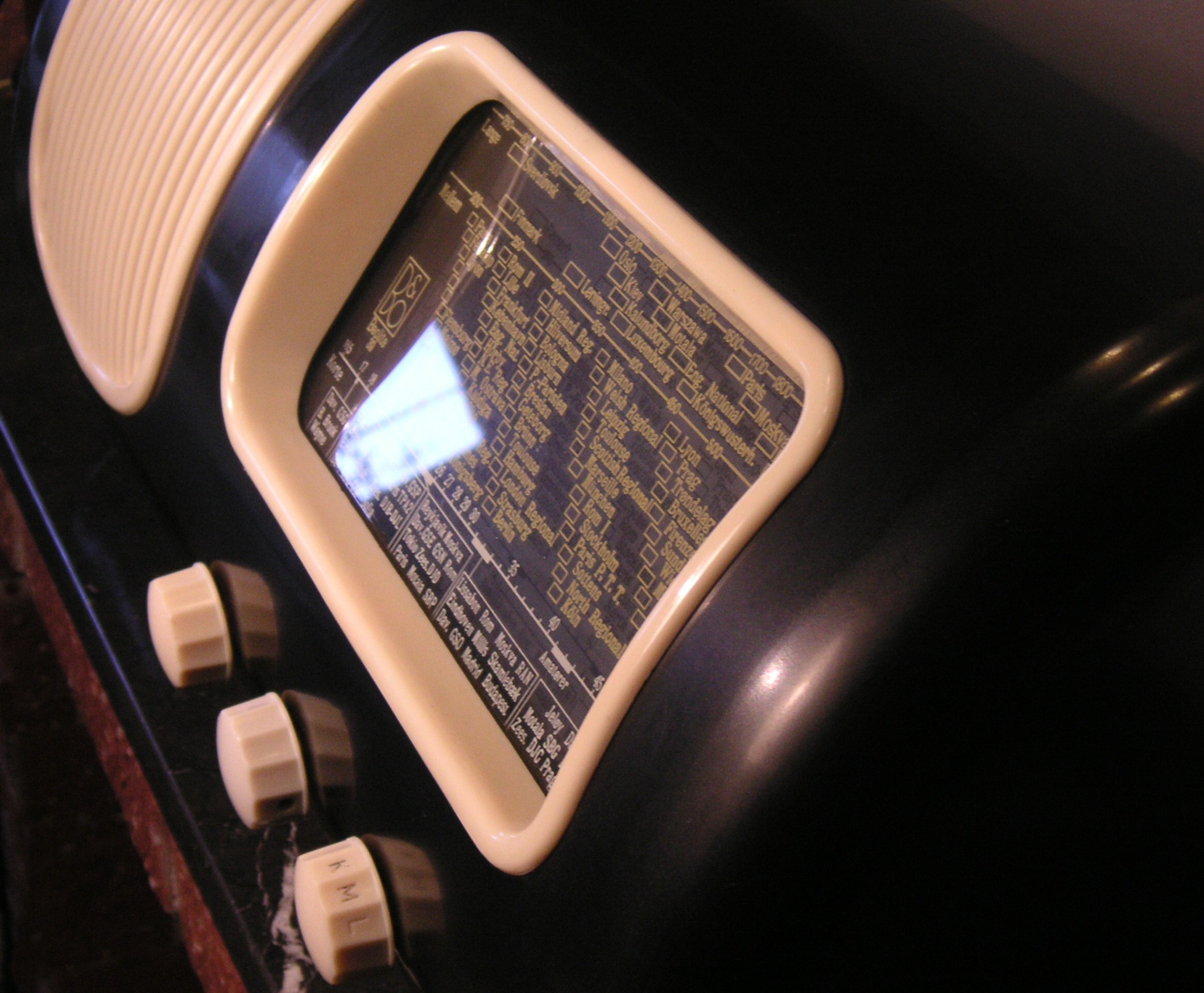

## Tekniska detaljer
Uppgifter enligt B&O
Frekvensområden:
- Kortvåg: 16,5 - 51 m
- Mellanvåg: 200 - 575 m
- Långvåg: 750 - 2000 m

Bestyckning (radiorör):
- CCH 2, Triode Heptode-Oscillator
- EF 5, HF-Pentode
- CBL 1, Duo-Diode Pentode
- CY 1, Likriktarrör

Strömförsörjning:
- 110 Volt, likström
- 127 Volt, växelström
- 150 Volt, likström
- 220 Volt, likström och växelström
- Strömförbrukning 54-56 Watt